# Тропін Володимир Ілліч
Володимир Ілліч Тропін (нар. 14 грудня 1950 року, м. Глухів, Сумська область) — український політик. Член КПУ (з 1976) року, кандидат історичних наук (1988), доцент (1995); колишній народний депутат України.
Росіянин.

## Біографія
Народився 14 грудня 1950 року у місті Глухові Сумської області.

## Родина
Батько — Ілля Олександрович, 1926 року — пенсіонер
мати — Катерина Андріївна, 1931 року — пенсіонерка
дружина — Валентина Борисівна, 1954 року — доцент Української фінансово-економічної академії
син — Захар, 1980 року.

## Освіта
Київський університет імені Тараса Шевченка, факультет міжнародних відносин і міжнародного права — 1976–1981 роки, спеціаліст з міжнародних відносин, референт-перекладач.
Кандидатська дисертація "Участь Української РСР в радянсько-кубинському співробітництві — 1959—1987 роки.

## Карєра
Вересень 1967 року — квітень 1971 року — учень Запорізького авіаційного технікуму.
Квітень — листопад 1971 року — наладник верстатів-напівавтоматів Запорізького моторобудівного заводу.
Листопад 1971 року — листопад 1973 року — служба в армії.
Лютий 1974 року — серпень 1976 року — наладник штампів Київського авіазаводу.
Вересень 1976 року — серпень 1981 року — студент.
1986–1988 роки — аспірант Київського університету імені Тараса Шевченка.
Лютий 1982–1986 роки — асистент кафедри історії КПРС та наукового комунізму.
1988–1993 роки — старший викладач кафедри філософії та наукового комунізму.
1993 року — травень 1998 року — старший викладач, доцент кафедри політології, соціології та права Сумської філії Харківського політехнічного інституту, Сумського фізико-технологічного інститут, Сумського державного університету.
Автор понад 20 наукових праць, книги «Прошлое и настоящее Украины» (1998).

## Політична кар'єра
Народний депутат України 3-го скликання з березня 1998 року до квітня 2002 року, виборчій округ № 157, Сумської області. На час виборів — доцент Сумського державного університету. Член КПУ.
Член Комітету у закордонних справах і зв'язках з СНД з липня 1998 року, з 2000 року — Комітет у закордонних справах.
Член фракції КПУ з травня 1998 року.